# روب دوغرتي
روب دوغرتي (بالإنجليزية: Rob Dougherty)‏ هو مؤلف لعب ‏ أمريكي، ولد في 9 أغسطس 1969.